# 무도군
무도군(武都郡)은 중국의 옛 군이다.

## 전한
무제 원정 6년(기원전 111년)에 설치했다.
응소에 따르면 옛 백마저강(白馬氐羌)으로, 원시 2년(2년)의 인구조사에 따르면 호구 51,376호, 인구 235,560명이었다. 아래의 속현 목록은 《한서》지리지의 내용이다. 원연·수화 연간(기원전 8년 무렵)의 현황으로 여겨지며, 총 9현(5현 4도)이다. 일반적으로 첫 현이 치소로 여겨진다.
| 이름   | 한자   | 대략적 위치             | 비고 |
| ------ | ------ | ----------------------- | --- |
| 무도현 | 武都縣 | 룽난시 리현 남          | 동으로 한강이 저도수(氐道水)에서 갈려나온다. 별명은 면수(沔水)로, 강하를 지나면서는 하수(夏水)라 하며, 강하군에서 강수로 들어간다. 천지대택(天池大澤)이 서쪽에 있다. |
| 상록현 | 上祿縣 | 룽난시 청현 남서        | |
| 고도현 | 故道縣 | 바오지시 펑현 북동      | |
| 하지현 | 河池縣 | 룽난시 후이현 북서      | 천가수(泉街水)가 남으로 저(沮)에서 한수로 들어가니, 520리를 간다. |
| 평락도 | 平樂道 | 룽난시 캉현 북서        | |
| 저현   | 沮縣   | 한중시 뤠양현 동        | 저수(沮水)가 동랑곡(東狼谷)에서 나와 남으로 사이현(沙羨縣)에서 강수로 들어가니, 다섯 군(무도·한중·남양·남·강하)을 지나 4000리를 간다. 형주천(荊州川)이다.            |
| 가릉도 | 嘉陵道 | 룽난시 후이현 남동 일대 | |
| 순성도 | 循成道 | 룽난시 청현 남동        | |
| 하변도 | 下辨道 | 룽난시 청현 북서        | |

## 신
군의 이름을 악평군(樂平郡)으로 고치고 다음 현의 이름을 고쳤다.
| 전한 | 신             |
| ---- | -------------- |
| 무도 | 순로(循虜)     |
| 고도 | 선치(善治)     |
| 하지 | 악평정(樂平亭) |
| 하변 | 양덕(楊德)     |

## 후한, 촉한
7성 20,102호 81,728명을 거느렸다. 219년(헌제 건안 24년), 한중 전투에서 승리한 촉한이 점령하면서 촉한이 차지하게 되었다.
| 이름   | 한자   | 대략적 위치                       | 비고                                    |
| ------ | ------ | --------------------------------- | --------------------------------------- |
| 하변도 | 下辨道 | 룽난시 청현 북서                  |                                         |
| 무도도 | 武都道 | 룽난시 리현 남                    |                                         |
| 상록현 | 上祿縣 | 룽난시 청현 남서                  |                                         |
| 고도현 | 故道縣 | 바오지 시 펑 현 북동              |                                         |
| 하지현 | 河池縣 | 룽난 시 후이 현 북서              |                                         |
| 저현   | 沮縣   | 한중 시 뤠양 현 북동              | 면수(沔水)가 동랑곡(東狼谷)에서 나온다. |
| 강도   | 羌道   | 간난 티베트족 자치주 저우취 현 북 |                                         |

## 서진
263년 촉한이 멸망하면서 위나라의 땅으로 편입되었다가 265년 서진이 건국되면서 서진의 땅이 되었다. 269년(서진 무제 태시 5년), 진주가 설치됨에 따라 진주의 속군이 되었다. 서진대 무도군은 5현 3천호를 거느렸다. 296년(서진 혜제 원강 6년) 저족 수령중 한명이었던 제만년이 반란을 일으킴에 따라 약양에 정착했던 양무수가 부락민 4천가를 이끌고 무도군에 있던 백경으로 정착했다. 영가의 난이후엔 양무수의 아들이 무도군 지방을 점령하면서 구지가 형성되었다.
| 현명   | 한자   | 대략적 위치          | 비고 |
| ------ | ------ | -------------------- | --- |
| 하변현 | 下辨縣 | 룽난시 청현 북서     | 317년 양무수의 아들인 양난적(楊難敵)이 아버지의 관직이었던 표기장군 좌현왕직을 계승하고 본현에 주둔했다. |
| 하지현 | 河池縣 | 룽난 시 후이 현 북서 | 317년 양난적의 동생이었던 양견두(楊堅頭)가 형 양난적의 우현왕직을 받았고 본현에 주둔했다.                |
| 저현   | 沮縣   | 한중 시 뤠양 현 북동 | |
| 무도현 | 武都縣 | 룽난시 리현 남       | |
| 고도현 | 故道縣 | 바오지 시 펑 현 북동 | |

## 구지
무도군지역을 통치했던 구지가 동진에 칭번했기 때문에 구지의 지배자가 동진에 의해 무도태수로 임명되기도 했다. 371년(동진 간문제 함안 원년), 전진이 구지를 정복하면서 전진의 땅으로 편입되었다. 그러나 383년 비수대전으로 전진이 몰락한 뒤 역성(歷城)에서 구지가 다시 건국되면서 구지의 땅으로 편입되었다. 그 해에 구지를 다시 세웠던 양정(楊定)이 천수군 서현, 무도군 상록현이 구지군(仇池郡)으로 분리되었다. 443년(북위 태무제 태평진군 4년), 북위가 구지를 정복함에 따라 전군이 북위의 땅으로 편입되었다.

## 북위~북주
정복 직후 구지에 설치한 양주의 속군이 되었다가 선무제시기 낙곡성(洛谷城)에 남진주가 설치되면서 남진주의 속군으로 편입되었다. 남진주의 무도군은 4개 현을 통치했다. 535년(서위 문제 대통 원년), 무도군 지역에 무주(武州)를 세웠다.
| 현명   | 한자   | 대략적 위치   | 비고                                                                        |
| ------ | ------ | ------------- | --------------------------------------------------------------------------- |
| 석문현 | 石門縣 | 룽난시 우두구 | 448년(북위 태무제 태평진군 9년) 설치되었다. 현내에 강도성(羌道城)이 있었다. |
| 백수현 | 白水縣 |               |                                                                             |
| 동평현 | 東平縣 |               |                                                                             |
| 공제현 | 孔提縣 |               |                                                                             |

## 수
수 문제시기 군현제가 폐지되고 주현제가 실시되면서 무도군이 폐지되고 무주(武州)가 설치되었다. 607년(수 양제 대업 3년) 군현제가 재실시되면서 무주가 무도군으로 바뀌었다. 수나라 때 무도군은 7현 10,780호를 거느렸다.
| 현명   | 한자   | 대략적 위치                             | 비고 |
| ------ | ------ | --------------------------------------- | --- |
| 장리현 | 將利縣 | 룽난시 우두구                           | 서위때 석문현이 안륙현(安育縣)으로 개명되었다. 북주시기 지금의 이름으로 개명되었고, 동평현(東平縣)이 통폐합되었다. 현내에 하지수(河池水)가 흘렀다. |
| 건위현 | 建威縣 | 룽난시 우두구 북                        | 북위 때 백수군이 설치되었지만, 군이 폐지되자 현으로남았다. 서위 때 수융군(綏戎郡)이 설치되며 독립했지만, 북주 때 수융군이 폐지되었고, 현의 이름이 지금의 이름으로 개명되었다. 홍화현(洪化縣)과 공제현(孔堤縣)이 통폐합되었다.                                       |
| 복진현 | 覆津縣 | 룽난시 우두구 동남 길감향(桔柑鄕) 일대? | 서위 때 무계군(武階郡) 완당현(玩當縣)에서 복진현이 설치되었고, 복진현이 적만(赤萬), 접난(接難), 오부(五部) 3현과 함께 만군(萬郡)으로 분리되었다. 북주때 만군과 적만, 접난, 오부 3현이 완당현에 통폐합되었고 개황 초기 무계군이 폐지되며 본군의 속현으로 내속되었다. |
| 반제현 | 盤堤縣 | 룽난시 원현 북동                        | 서위 때 남오부현(南五部縣)이 설치되었지만 후에 지금의 이름으로 개명되었다. 북주 때 무양군(武陽郡)과 가로현(茄蘆縣)이 통폐합되었다. |
| 장송현 | 長松縣 | 룽난시 원현 서                          | 서위 때 건창현(建昌縣)에서 문주(文州)와 노북군(盧北郡)이 신설되었다. 개황 초기 노북군이 폐지되었다. 598년(수 문제 개황 18년) 건창현에서 지금의 이름으로 개명되었고 대업 초기 문주가 무주에 통폐합되었다.                                                            |
| 곡수현 | 曲水縣 | 룽난시 원현                             | 서위 때 설치되었다. |
| 정서현 | 正西縣 | 룽난시 원현 서남                        | 서위 때 설치되었다. |